# Роашо
Роа̀шо (на италиански: Roascio; на пиемонтски: Roass, Роас) е село и община в Северна Италия, провинция Кунео, регион Пиемонт. Разположено е на 458 m надморска височина. Населението на общината е 90 души (1 януари 2023).